# ملعب ساريا
ملعب ساريا (بالإسبانية: Estadi de Sarrià)‏ هو ملعب كرة قدم بمدينة برشلونة في إسبانيا، وكان سابقاً الملعب الرئيسي لنادي إسبانيول في الفترة ما بين 1929–1997. تصل طاقة الملعب الاستيعابية إلى 44,000 ألف متفرج. افتتح الملعب في 18 فبراير 1923 وهدم في 20 سبتمبر 1997.
استضاف الملعب العديد من المنافسات منها كأس العالم لكرة القدم 1982 والألعاب الأولمبية الصيفية 1992.